# Rush in Rio
Rush in Rio is het vijfde livealbum van Rush, uitgebracht in 2003 door Anthem Records en Atlantic Records. Het werd opgenomen in het Maracaña-stadium in Rio de Janeiro. Het was het laatste optreden van de Vapor Trails-tournee.
Het was de eerste keer dat de band een volledig optreden uitbracht op cd en dvd. Daarnaast was het ook de eerste keer dat ze de cyclus van vier studioalbums-livealbum doorbraken en al na één nieuw studioalbum een live-cd uitbrachten.
Het geheel werd opgenomen zonder een sound- of videocheck omdat de crew er bijzonder veel tijd over had gedaan om van São Paulo naar Rio de Janeiro te rijden. Eenmaal alles klaargezet was het publiek al binnen aan het komen in het stadion.

## Nummers

### Cd 1
1. Tom Sawyer – 5:04
2. Distant Early Warning – 4:50
3. New World Man – 4:04
4. Roll the Bones – 6:15
5. Earthshine – 5:44
6. YYZ – 4:56
7. The Pass – 4:52
8. Bravado – 6:18
9. The Big Money – 6:03
10. The Trees – 5:12
11. Freewill – 5:48
12. Closer to the Heart – 3:04
13. Natural Science – 8:34

### Cd 2
1. One Little Victory – 5:32
2. Driven – 5:22
3. Ghost Rider – 5:36
4. Secret Touch – 7:00
5. Dreamline – 5:10
6. Red Sector A – 5:16
7. Leave That Thing Alone – 4:59
8. O Baterista – 8:54
9. Resist – 4:23
10. 2112 – 6:52

### Cd 3
1. Limelight – 4:29
2. La Villa Strangiato – 10:05
3. The Spirit of Radio – 5:28
4. By-Tor and the Snow Dog – 4:34
5. Cygnus X-1 – 3:12
6. Working Man – 5:48
7. Between Sun & Moon – 4:51 (Bonus Track)
8. Vital Signs – 4:58 (Bonus Track)

## Artiesten
- Geddy Lee - zang, akoestische gitaar, bas, toetsen
- Alex Lifeson - gitaar, achtergrondzang
- Neil Peart - drums, percussie